# Baarle

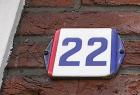
Huisnummer in 'Nassau'

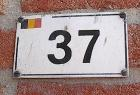
Huisnummer in 'Hertog'

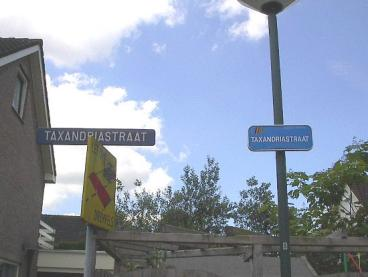
In de noordelijke woonwijken van Baarle liggen drie Belgische enclaves. Nederland ligt links, België ligt rechts.

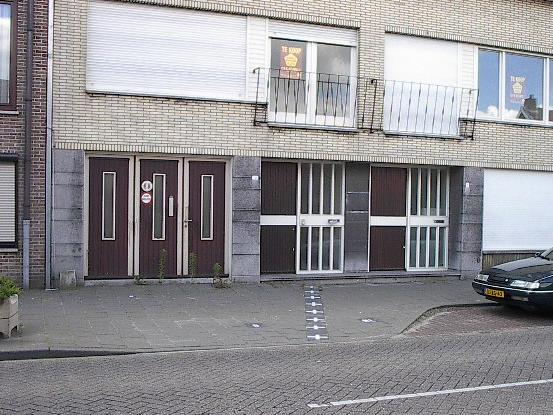
Huis aan de Chaamseweg dat zowel in België als Nederland staat (de grens is in de stoeptegels aangegeven)

Baarle is een dorp dat zich uitstrekt over twee gemeentes: het Belgische Baarle-Hertog en het Nederlandse Baarle-Nassau. Het Belgische gedeelte bestaat uit 22 exclaves (in 1995 werden de grenzen definitief vastgelegd en hierbij werd een voormalig neutraal grasland de 22e exclave). De exclaves omsluiten op hun beurt zeven stukken Nederlands gebied; België zelf enclaveert een achtste stukje vlak bij Ginhoven. Er liggen drie quadripunten.
Doordat de landsgrenzen sommige percelen hebben opgedeeld liggen enkele gebouwen pal erop. Dit is onder meer het geval voor een filiaal van Zeeman. Voor die panden geldt de "voordeurregel": hun adres ligt in het land waarin hun voordeur ligt. Uitzondering hierop vormt een woning in de straat Loveren met zowel een Belgisch (#2) als een Nederlands (#19) huisnummer, omdat de grens dwars door de voordeur loopt. Gemakshalve kregen alle huisnummers een vlaggetje (zie foto's).

## Toponymie
De naam Baarle (in oude bronnen Barle of Barlo) wordt op verschillende manieren verklaard. Het laatste deel komt zeker van loo, dit betekent bos op zanderige grond, vlak bij een nederzetting. Het eerste deel heeft een van de volgende herkomsten:
- baar: een kaal, vlak of onontgonnen land.[3]
- barza: Oergermaans woord voor naaldhout.
- Baro of Bera, een oude persoonsnaam.[4]

De achtervoegsels Hertog en Nassau hebben betrekking op de hertog van Brabant, respectievelijk het Huis Nassau, dat de baronie van Breda in bezit had.
De naam van het gehucht Tommel is afkomstig van het Latijnse woord tumulus, wat grafheuvel betekent. Bij Tommel zijn verscheidene prehistorische grafheuvels bekend. Ook zijn er urnen gevonden die erop duiden dat het gebied rondom Tommel al in de bronstijd bewoond was.

## Geschiedenis
De geschiedenis van Baarle wordt in een afzonderlijk lemma beschreven:
Voor de geschiedenis van de enclavekwestie:

## Bezienswaardigheden

### Baarle-Hertog
- De Sint-Remigiuskerk, uit 1640, in late Kempense gotiek.
- Villa aan de Pastoor de Katerstraat 3, uit 1900, in neorenaissance-stijl.
- Smokkelaarsmonument, aan het Prins Hendrik I-plein, uit 1992. Het werd vervaardigd door Constant Grooten ter gelegenheid van het 1000-jarig bestaan van Baarle. In 1996 werd het ingewijd door Sjaak Mulders en Mon van Casteren, beiden smokkelaars-in-ruste, echter zeer actief in de periode dat botersmokkel nog lucratief was. Zij hebben nog gepantserde auto's bestuurd en kraaienpoten gestrooid.
- Het Franciscanessenklooster, in een herenhuis aan Kerkstraat 7, in 1879 gesticht door de Franciscanessen van Sint-Jozefsdal te Herentals, verbouwd in 1930.

### Baarle-Nassau
- De Onze-Lieve-Vrouw van Bijstandkerk uit 1879, vergroot in 1932 en 1958.
- Het voormalige station Baarle-Nassau, uit 1869.
- Enkele dienstwoningen te Baarle-Nassau Grens, uit 1905
- De hardstenen dorpspomp, uit 1809, aan het Singel. Hier zijn ook vier schamppalen te vinden.
- Een voormalige leerlooierij, aan de Chaamseweg 9A. Het is een ambachtelijke leerlooierij uit het laatste kwart van de 19e eeuw.
- Woonhuis aan Singel 13, uit 1639, een Kempisch verdiepinghuis.
- Boerderij aan Boschoven 8, uit 1636, met in- en uitgezwenkte details aan de gevels.
- De Sint-Salvatorkapel in de buurtschap Nijhoven

## Musea
- Baarle's Museum aan Kerkplein 3 te Baarle-Hertog, toont gebeeldhouwde kaarsen.
- Museum Vergane Glorie, aan Turnhoutseweg 10A te Baarle-Hertog, toont oude ambachten

## Economie
De uitgestrekte gemeenten Baarle-Nassau en Baarle-Hertog zijn vooral agrarisch van karakter, al is er enige industriële bedrijvigheid. De ingewikkelde situatie leidde er vroeger toe dat ook smokkel een aanzienlijke bron van inkomsten vormde. Ook de middenstand profiteert van de uitzonderlijke situatie. Er is een uitgebreid en drukbezocht winkelbestand. Ook zijn er in de nabije omgeving tal van bungalowparken.
Naar verwachting zal het inwonertal van Baarle gedurende de eerste decennia van de 21e eeuw een dalende trend gaan vertonen.

## Natuur en landschap
Baarle kent, naast uitgestrekte landbouwontginningen, ook een aantal natuurgebieden. Het Merkske in het zuiden is een fraai beekdal, en de Hollandse Bossen in het westen vormen een landgoed. Het Bels Lijntje, een voormalig spoorwegtracé, is een toeristisch fietspad geworden dat men van Tilburg tot in Turnhout kan volgen.

## Voorzieningen

### Elektriciteit
Het elektriciteitsnetwerk is dubbel uitgevoerd.
- In Baarle-Hertog en Zondereigen wordt de elektriciteit geleverd door Fluvius uit België.
- In Baarle-Nassau en Ulicoten wordt de stroom geleverd door Enexis uit Nederland. In het dorp Castelré werd de stroom tot najaar 2018 geleverd door Fluvius vanuit België, daarna vanuit Nederland. Fluvius zal nog tien jaar lang (tot 2028) voor het onderhoud instaan.

### Radio, televisie en internet
Het Vlaamse Telenet zond tot 26 augustus 2012 het analoge signaal uit van zowel Nederlandse als Vlaamse commerciële televisie in Baarle. Sinds 26 augustus 2012 mag Telenet geen producten meer aanbieden aan het Nederlandse deel van Baarle, omdat de kabel, die van Fluvius is, overgenomen is door het Nederlandse Reggefiber. Deze laatste heeft de kabeldistributie afgesloten van het Nederlandse netwerk en biedt glasvezel aan. Dat betekent dat het Nederlandse deel van Baarle nu Nederlandse diensten (zoals KPN, Tele2 en Odido) kan afnemen, maar geen Vlaamse diensten meer kan gebruiken (zoals het ontvangen van Vlaamse commerciële zenders, met name VTM). Bij het Belgische deel van Baarle verandert er weinig. Telenet blijft daar de diensten aanbieden, heeft de Nederlandse commerciële zenders (RTL 4, RTL 5, RTL 7, RTL 8, SBS6, Net5, Veronica en Omroep Brabant) van de analoge kabel verwijderd en biedt deze zenders enkel via digitale ontvangst aan. Deze zijn alleen via de kabel (en dus via Telenet) beschikbaar; andere Belgische aanbieders van radio, tv en internet doen dit via ADSL. Zij hebben geen Nederlandse commerciële zenders in hun pakket zitten.

### Telefoon
Het telefoonnetwerk is grotendeels dubbel uitgevoerd door KPN en Proximus, maar wel met een speciale koppeling: gesprekken tussen Baarle-Hertog (014) en Baarle-Nassau (013) zijn mogelijk tegen lokaal tarief.

### Gas
- In Baarle-Hertog, Baarle-Nassau en Castelré wordt het aardgas geleverd door Enexis uit Nederland. Belgische woningen kunnen nog altijd aangesloten worden op het gasnetwerk, in tegenstelling tot Nederlandse nieuwbouwwoningen.[5]
- In Zondereigen en Ulicoten wordt het aardgas geleverd door Fluvius uit België.

### Water
- In Baarle-Hertog, Baarle-Nassau, Ulicoten en Castelré wordt het water geleverd door Brabant Water (uit Nederland).
- In Zondereigen wordt het water geleverd door Pidpa (uit België).

### Huisvuil
- Alle straten in Baarle-Nassau en Baarle-Hertog worden eenmaal per week door een vuilniswagen van het Belgische IOK bezocht. De milieustraat aan de Smederijstraat kan door alle inwoners uit de gemeenten Baarle-Nassau en -Hertog worden gebruikt.

### Post
De post wordt bezorgd door PostNL in het Nederlandse deel en bpost in het Belgische deel.

### Winkels
In Baarle is het elke week koopzondag, zowel in het Belgische als het Nederlandse deel.

## Hulpdiensten
In de gemeente Baarle-Hertog hebben de politiediensten van Baarle-Nassau en Baarle-Hertog samen hun intrek genomen in één bureau aan de Parallelweg in Baarle-Hertog en zijn aldus in één gebouw gevestigd. De plaatselijke wijkagent van Baarle wordt weleens de 'dirco' van Baarle genoemd.
Brandweer van Baarle-Nassau en Baarle-Hertog zijn op 1 januari 2010 gefuseerd tot één korps. Het korps wordt gevormd door Nederlandse en Belgische vrijwilligers en de kazerne is gevestigd aan de C.A. Bodestraat 2 in Baarle-Nassau.

## Verkeer en vervoer

### Wegen
Het dorp Baarle is bereikbaar met de auto via de twee Nederlandse provinciale wegen N260, N639 en Belgische gewestwegen N119 en de N135. Ook liggen de snelwegen A58 in Nederland, de E19 en de E34 in België dicht bij het dorp. Van 2017 tot en met 2019 werd door de provincie Noord-Brabant een randweg aangelegd rond Baarle. Deze randweg werd eind 2019 in gebruik genomen.

### Bussen

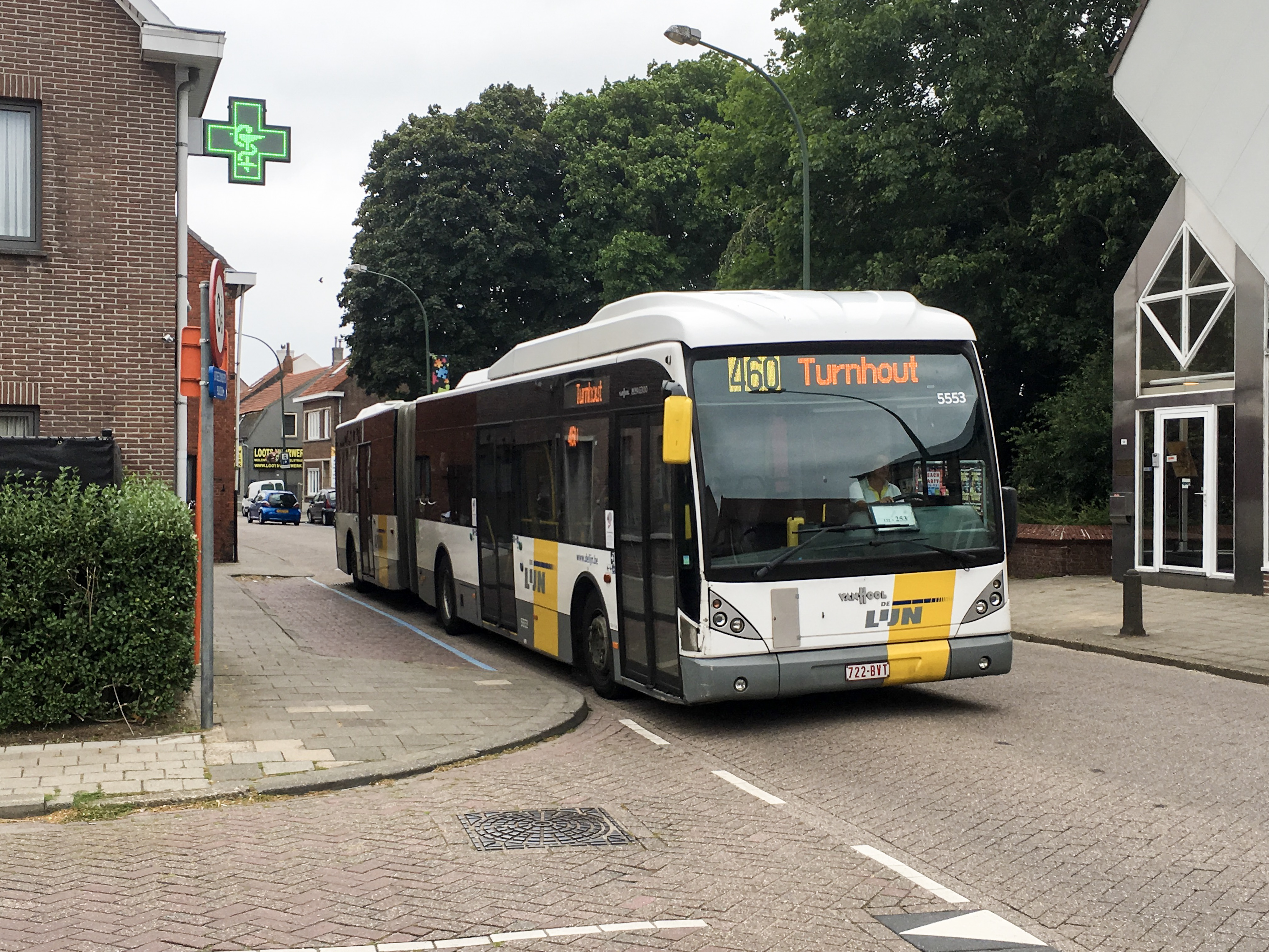
Lijn 460 onderweg op de Molenstraat naar Turnhout

Lijn van De Lijn:
- Lijn 46 (Turnhout - Baarle)

Lijnen van Arriva:
- Lijn 137 (Baarle - Tilburg)
- Lijn 375 (Breda - Baarle)
- Lijn 637 (Baarle → Tilburg)

### Trein
Tot 7 oktober 1934 had Baarle twee treinstations, gelegen aan de spoorlijn Tilburg - Turnhout. Deze spoorlijn is nu vervangen door een 31 km lang fietspad genaamd "Het Bels Lijntje".

## Verenigingsleven
Sommige verenigingen komen zowel in Belgische als in Nederlandse variant voor. Een voorbeeld hiervan zijn de voetbalclubs Gloria-UC (Nederlands) en KVV Dosko (Belgisch). Andere verenigingen komen slechts eenmaal in Baarle voor. Enkele voorbeelden daarvan zijn:
- Muziekvereniging Sint Remi
- Stichting Jeugdwerk Baarle
- Heemkundekring Amalia van Solms
- De Baarlese Beeldhouwclub
- Karnavalsvereniging De Grenszuukers

## Media

### Website
Beide gemeenten hebben een gemeenschappelijke website gehad tot 2012 die zowel via baarle-nassau.nl als baarle-hertog.be te bereiken was. Met behulp van een Europese subsidie voor grensoverschrijdende projecten, werd op 30 maart 2002 de eerste gemeenschappelijke website geopend. In 2004 werd de website uit de lucht gehaald, nadat uit een Nederlandse opiniepeiling naar voren kwam dat baarle-nassau.nl/baarle-hertog.be een van de slechtste gemeentelijke websites was bevonden. Op 8 juli 2005 is de nieuwe, eveneens gemeenschappelijke, website geopend. Sinds 2012 hebben de twee Baarles echter een verschillende website.

### Radio en televisie
Het dorp Baarle heeft een eigen lokale omroep, Lokale omroep Baarle, ook wel de Stille Genieter genoemd. Dit is een Nederlandse omroep met vergunning voor het Nederlandse Baarle-Nassau, te ontvangen op FM 87,8 MHz. Daarnaast zijn er nog een aantal regionale omroepen te ontvangen in Baarle, Omroep Brabant (in Baarle-Hertog te ontvangen mits men digitale tv via Telenet heeft) en RTV (alleen te ontvangen in het Belgische deel). Baarle-Hertog heeft zijn eigen Vlaamse lokale radio-omroep, BaHeNa. Deze is daar te ontvangen via FM 106,7 MHz.

### Dag- en weekbladen
De regionale dagbladen in Baarle zijn het BN DeStem, Brabants Dagblad en de Gazet van Antwerpen. Ook heeft Baarle een eigen weekblad, Ons Weekblad.

## Trivia
- Het pand waar momenteel een filiaal van Zeeman gevestigd is op de hoek van Nieuwstraat en Stationstraat was vroeger het café 't Hoekske. Het café stond op de Nieuwstraat, de doorgaande weg vanuit Baarle naar Chaam en werd door de rijksgrens in tweeën gedeeld. De kastelein had boven op de grens een biljart geplaatst. Bij verkoop van onroerend goed dat in beide landen lag, werd vanwege de ligging de notariële akte in dit café ondertekend. Men zette een tafel op de grens en zo kon elke notaris in eigen land de aktes ondertekenen. Ook bij grensconfrontaties tussen een Nederlandse en een Belgische beschuldigde, ieder in zijn eigen land gedetineerd en dus niet uitleverbaar, gebeurde het in Baarle: de Belgische onderzoeksrechter kwam met de Belgische Rijkswacht en de Belgische beschuldigde langs de neutrale weg, de Nederlandse rechter, Nederlandse Rijksmarechaussee en Nederlandse beschuldigde kwamen aan de overkant van de grens, en iedereen kon in het café in eigen land aan één of andere kant van de tafel gaan zitten. Naast het café stond het Nederlandse douanekantoor waar goederen officieel konden worden ingeklaard. Smokkelaars werden ook in dit douanekantoor gefouilleerd.
- In het centrum van Baarle staat in het Belgische gedeelte een grenspaal. Deze grenspaal is symbolisch en staat niet precies op de grens. De paal staat op het Kerkplein voor de Sint-Remigiuskerk van Baarle-Hertog. De grenspaal is een kopie van de originele grenspalen. De grenspaal is op 4 april 1976 onthuld door de beide burgemeesters van Baarle.
- Naast Baarle is ook het gehucht Tommel ten zuiden van Baarle voor een deel Nederlands en voor een deel Belgisch.
- Nationale feestdagen zijn een uitdaging in het dorp. De Nederlanders vieren Koningsdag op 27 april en de Belgen de Dag van de Arbeid op 1 mei. Nederlandse en Belgische bedrijven zijn dus op andere dagen dicht.

## Nabijgelegen kernen
Alphen, Castelré, Chaam, Poppel, Ulicoten, Weelde, Weelde-Station, Wortel en Zondereigen.

## Geboren in Baarle
- Petrus Christus (vermoedelijk) (omstreeks 1410-1472 of 1473), schilder
- Emile Luijben (1982) youtuber - ondernemer

## Coronapandemie
Tijdens de coronapandemie ontstonden er interessante situaties. In Baarle-Nassau dienden de mensen zich aan de Nederlandse maatregelen te houden en in Baarle-Hertog aan de Belgische. Het Zeeman-filiaal heeft zijn voordeur in Nederland en het achterste deel van de winkel in België. Toen de niet-essentiële winkels in België gesloten werden en in Nederland nog niet, was de Belgische helft van Zeeman afgesloten en konden klanten een deel van de winkel dus niet betreden. Een andere winkel had de voordeur in België maar de achterdeur in Nederland en draaide zijn winkel min of meer om, zodat de achterdeur als entree kon doorgaan.
Toen later ook de avondklok in Nederland inging en niet in België, mochten de Belgen wel over Nederlands grondgebied tussen 21:00 en 04:30, als het vertrekpunt en het einddoel maar in België lagen. Tevens moest het een essentiële reis betreffen. De Nederlanders moesten wel binnen blijven.
Hoewel de Nederlands/Belgische grens een tijdje gesloten was, is dat in Baarle niet van toepassing geweest. Omdat er op sommige plaatsen tussen de landsgrenzen slechts een paar meter ruimte zit was het onmogelijk om deze allemaal af te sluiten.
Dorpen: Baarle (deels) · Castelré · Ulicoten

Buurtschappen: Baarle-Nassau Grens · Boschhoven · Driehuizen · Eikelenbosch · Gorpeind · Groot-Bedaf · 't Groeske · Heesboom · Heikant · Heikant · Het Goordonk · Hoogeind · Huisvennen · Keizershoek · Klein-Bedaf · Liefkenshoek · Loveren · Maaijkant · Nieuwe Strumpt · Nijhoven · Oude Strumpt · Reth · Reuth · Schaluinen · Tommel · Veldbraak · Voske

Noord-Brabant: Steden en dorpen      Nederland: Provincies · Gemeenten